# 極光之愛 電影原聲情書
李思源執導的臺灣電影《極光之愛》的原聲帶《極光之愛 電影原聲情書》則于2014年12月12日發行，裡頭收錄由黃國倫、梁靜茹、石錦航參與的電影背景配樂、插曲和主題曲等。

## 外部連結
- （繁體中文）極光之愛 電影原聲情書> 電影原聲帶／O.S.T. > 佳佳唱片行～陪你一起探索這浩瀚無垠的音樂世界